# Núria Trifol i Segarra
Núria Trifol i Segarra   (Barcelona, 30 de maig de 1977) és una actriu, cantant i directora de doblatge catalana.
Va començar al món del doblatge amb sis anys. Ha posat veu a actrius com Natalie Portman (en pel·lícules com Beautiful Girls, Closer, V de Vendetta i Jackie), Anne Hathaway (a Interstellar), Christina Ricci, Keira Knightley (en castellà a la saga Pirates del Carib i pel·lícules com Pride & Prejudice), Scarlett Johansson i Kirsten Dunst (Entrevista amb el vampir, Donetes, Jumanji, Maria Antonieta i Melancolia).
També ha doblat diferents personatges infantils, com Jemima Potts interpretada per Heather Ripley a Chitty Chitty Bang Bang; Richard «Data» Wang a Els Goonies, Lex Murphy a Parc Juràssic. A més, ha participat en diverses adaptacions de sèries d'anime com Ranma ½, Candy Candy, El detectiu Conan (on posa la veu a la Ran Mouri), Utena i Nana.
És filla de l'actor i director teatral i de doblatge Albert Trifol i Verdú, i germana del també actor de doblatge Albert Trifol.